# 阿爾喬姆·納斯布林
阿爾喬姆·納斯布林（俄语：Артём Насбулин，羅馬化：Artyom Nasbulin，？—2022年7月10日），俄羅斯陸軍少將、第22军參謀長。

## 生平
納斯布林為第22軍參謀長，其以少將軍銜參加了2022年俄羅斯入侵烏克蘭。第22軍團在俄羅斯佔領赫爾松後駐紮於此。根據敖德薩地區軍事管理局發言人謝爾蓋·布拉楚克（Сергей Братчук）的Telegram頻道報導，烏克蘭武裝部隊使用海馬斯系統對赫爾松新卡霍夫卡附近的俄羅斯指揮所進行打擊，包括納斯布林少將及第20摩托化步兵師指揮官安德烈·戈羅貝茨（Андрей Горобец）上校等軍官在內的150多人在轟炸中死亡。
不过莫斯科时报对于他的死亡提出质疑：网络和国防部网站上都没有关于他的信息。